# Cure (cours d'eau)
Pour les articles homonymes, voir Cure.
La Cure est une rivière française qui coule en région de Bourgogne-Franche-Comté, dans les départements de Saône-et-Loire, de la Nièvre et de l'Yonne. C'est un important affluent de l'Yonne, donc un sous-affluent de la Seine.

## Géographie

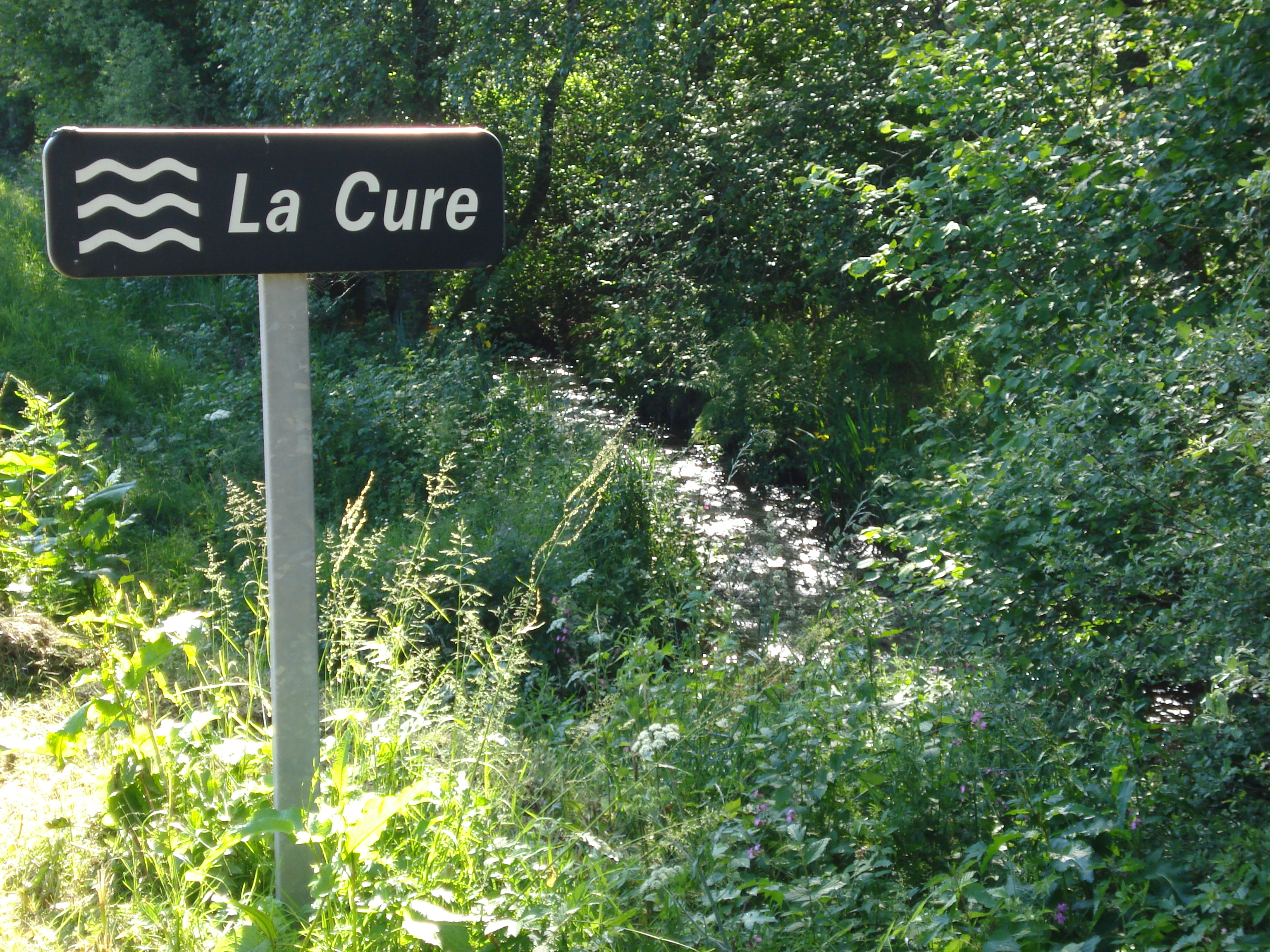
La Cure à Gien-sur-Cure, près de sa source

La Cure prend sa source à 725 m d'altitude, sur le territoire de la commune d'Anost en Saône-et-Loire, à environ 9,5 km en amont du lac des Settons et de son barrage, dans le Bois de Cure. Dès sa naissance, elle prend une direction nord-nord-ouest, orientation qu'elle maintient tout au long de son parcours de 113,25 kilomètres. Se faufilant sous des voûtes de feuillage ou entre des gorges sauvages, la Cure connait une vie torrentueuse dans sa traversée du Morvan. 
Le bassin versant de la Cure est principalement situé dans le département de l'Yonne, une partie se trouvant en Saône-et-Loire et dans la Nièvre. La plus grande partie de son parcours, de sa source jusqu'à l'aval de Vézelay, se déroule au sein du parc naturel régional du Morvan.
Elle se jette dans l'Yonne à Cravant, à 111 m d'altitude, à une quinzaine de kilomètres en amont de la ville d'Auxerre.

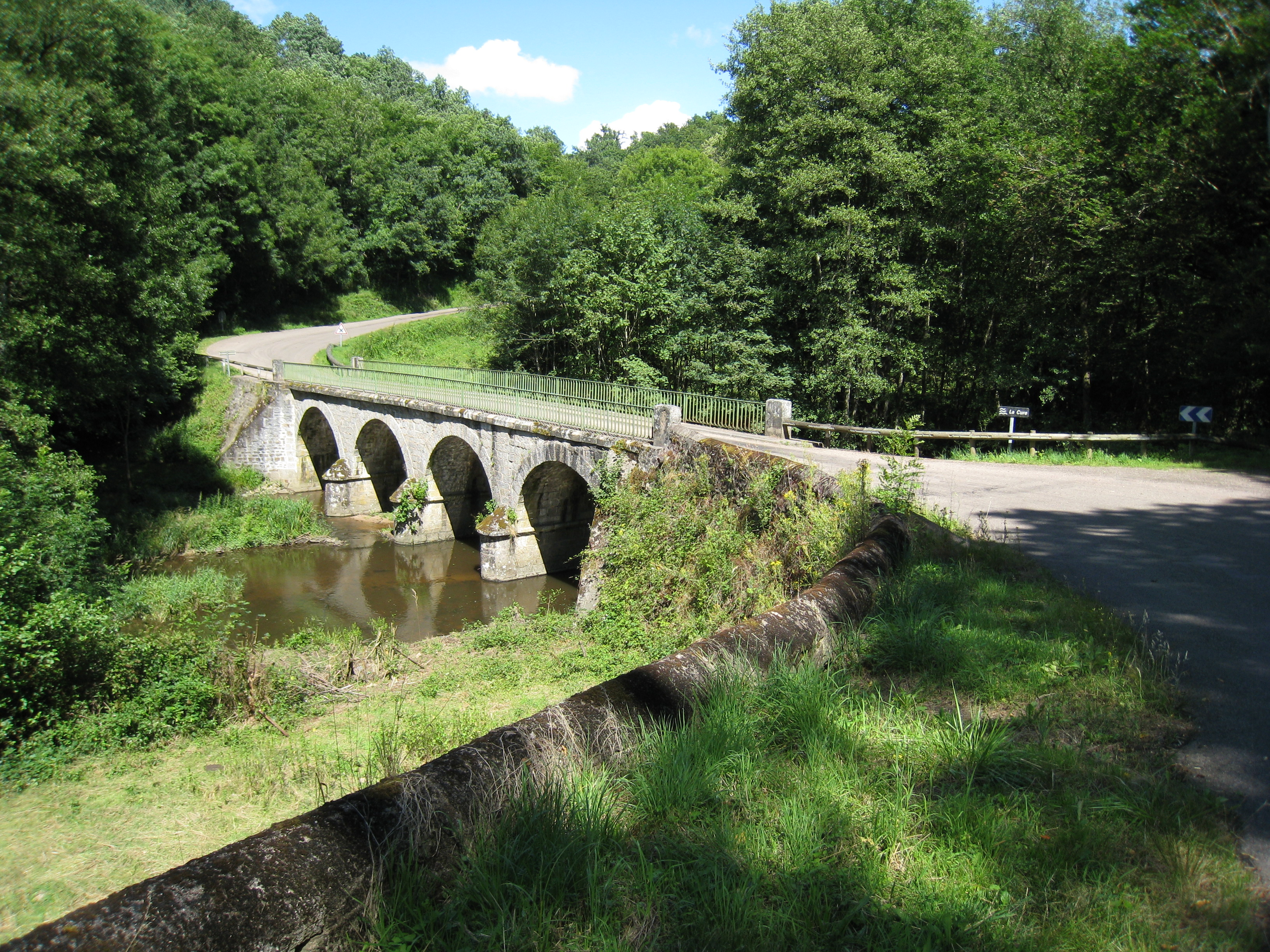
La Cure à Saint-André-en-Morvan

### Principales localités traversées
La Cure traverse 29 communes, de trois départements, notamment :
- Pierre-Perthuis, Saint-Père, Arcy-sur-Cure, Vermenton, Cravant

### Communes traversées
D'amont en aval, la Cure traverse les 29 communes suivantes :
- Anost (source, Saône-et-Loire)
- Planchez (Nièvre)
- Gien-sur-Cure (Nièvre)
- Moux-en-Morvan (lac des Settons, Nièvre)
- Montsauche-les-Settons (lac des Settons, Nièvre)
- Gouloux (Nièvre)
- Saint-Brisson (Nièvre)
- Dun-les-Places (Nièvre)
- Quarré-les-Tombes (Yonne)
- Marigny-l'Église (lac du Crescent, Nièvre)
- Saint-Germain-des-Champs (Yonne)
- Chastellux-sur-Cure (Yonne)
- Saint-André-en-Morvan (Nièvre)
- Domecy-sur-Cure (Yonne)
- Pierre-Perthuis (Yonne)
- Foissy-lès-Vézelay (Yonne)
- Saint-Père (Yonne)
- Asquins (Yonne)
- Montillot (Yonne)
- Givry (Yonne)
- Blannay (Yonne)
- Sermizelles (Yonne)
- Voutenay-sur-Cure (Yonne)
- Saint-Moré (Yonne)
- Arcy-sur-Cure (Yonne)
- Bessy-sur-Cure (Yonne)
- Lucy-sur-Cure (Yonne)
- Vermenton (Yonne)
- Deux Rivières (Yonne)[3],[1].

### Toponymes
La Cure a donné son hydronyme aux sept communes suivantes, dans l'ordre alphabétique, d'Arcy-sur-Cure, Bessy-sur-Cure, Chastellux-sur-Cure, Domecy-sur-Cure, Gien-sur-Cure, Lucy-sur-Cure, et Voutenay-sur-Cure.

### Bassin versant
La Cure traverse six zones hydrographiques : F310, F311, F312, F315, F316, F317 pour une superficie totale de 1 311 km2. Ce bassin versant est constitué à 51,35 % de « territoires naturels », à 46,54 % de « territoires agricoles », à 1,49 % de « territoires artificialisés », à 0,69 % de « surfaces en eau ».

## Hydronymie
Le nom de la Cure serait issu du ligure Kar, "rocher", ayant également donné leur nom au Cher et à la Charente[réf. souhaitée].
Les noms de Core et Chures sont mentionnés au XVIIIe siècle, en rapport avec le camp antique de Cora sur Saint-Moré.

## Affluents
La Cure a trente-quatre (34) affluents contributeurs et deux bras. Les principaux sont :
- La Brinjame (rive gauche)
- Le Chalaux (rive gauche)
- Le Cousin (rive droite)
- Le Vau de Bouche (rive droite)

Le Bouquin fait moins de 10 km de longueur mais il draine les étangs du Bouquin, dont le plus grand fait 8 ha.

Le Caillot draine plusieurs étangs et reçoit plusieurs affluents, eux-mêmes drainant plusieurs étangs ; par exemple le ruisseau des Culments et ses petits affluents drainent un total de 15 étangs.

## Hydrologie

### La Cure à Arcy-sur-Cure
Son débit est observé depuis le 1er janvier 1962 , à 120 m d'altitude, au niveau d'Arcy-sur-Cure, localité  située dans le département de l'Yonne à peu de distance de son confluent qui se trouve à Cravant.
Le module de la Cure est de 16,20 m3/s pour une surface de bassin de 1 182 km2.
La rivière présente des fluctuations saisonnières de débit, avec des crues d'hiver portant le débit mensuel moyen entre 21,3 et 30 m3/s, de décembre à mars inclus (maximum en février), et des basses eaux d'été, en juillet-août, avec une baisse du débit moyen mensuel jusqu'au niveau encore fort confortable de 6,85 m3/s au mois d'août. 

### Étiage ou basses eaux
À l'étiage, le VCN3 peut cependant chuter jusque 1,6 m3/s en cas de quinquennale sèche. 

### Crues
Les crues peuvent être très importantes. Les QIX 2 et QIX 5 valent respectivement 110 et 150 m3/s. Le QIX 10 est de 180 m3/s, le QIX 20 de 210 m3/s et le QIX 50 de 240 m3/s.
Le débit instantané maximal enregistré à Arcy-sur-Cure durant cette période de 46 ans[pas clair], a été de 256,0 m3/s le 14 mars 2001, tandis que la valeur journalière maximale était de 212 m3/s le même jour, pendant que la hauteur maximale instantanée était de 315 cm ou encore 3,15 m. Si l'on compare la première de ces valeurs à l'échelle des QIX de la rivière, l'on constate que cette crue était d'ordre plus que cinquantennal, et donc très exceptionnelle.

### Lame d'eau et débit spécifique
La lame d'eau écoulée dans le bassin de la Cure est de 435 millimètres annuellement ce qui est élevé, nettement supérieur à la moyenne d'ensemble de la France, et surtout nettement plus que celle de l'ensemble du bassin de la Seine (plus ou moins 240 mm/an) et de l'Yonne (274 millimètres par an en fin de parcours). Le débit spécifique (Qsp) se monte de ce fait à un chiffre élevé : 13,7 litres par seconde et par kilomètre carré de bassin.

### Débits des cours d'eau du bassin de la Cure
| Nom           | Localité           | Débits (en m3/s) | Débits (en m3/s) | Débits (en m3/s) | Débits (en m3/s) | Débits (en m3/s) | Débits (en m3/s) | Débits (en m3/s) | Côte max(m) | Max. instant. | Max. journ. | Lame d'eau (mm) | Surface (km2) |
| Nom           | Localité           | Module           | VCN3 (étiage)    | QIX 2            | QIX 5            | QIX 10           | QIX 20           | QIX 50           | Côte max(m) | Max. instant. | Max. journ. | Lame d'eau (mm) | Surface (km2) |
| ------------- | ------------------ | ---------------- | ---------------- | ---------------- | ---------------- | ---------------- | ---------------- | ---------------- | ----------- | ------------- | ----------- | --------------- | ------------- |
|               |                    |                  |                  |                  |                  |                  |                  |                  |             |               |             |                 |               |
| Cure          | Marigny-l'Église   | 5,03             | 0,670            | 29               | 38               | 45               | 51               | 59               | 1,68        | 51,7          | 43,9        | 733             | 217           |
| Chalaux       | St-Martin-du-Puy   | 2,06             | 0,67             | 13               | 18               | 21               | 25               | 29               | -           | -             | 24,5        | 667             | 110           |
| Cure          | Domecy-sur-Cure    | 9,03             | 0,520            | 49               | 67               | 79               | 91               | 110              | -           | 100           | 100         | 710             | 403           |
| Cure          | Foissy-lès-Vézelay | 9,01             | 0,560            | 66               | 93               | 110              | 130              | -                | 2,40        | 126           | 99,6        | 519             | 549           |
| Cousin        | Avallon            | 3,95             | 0,089            | 53               | 71               | 82               | 93               | -                | 2,23        | 90,9          | 65,7        | 342             | 366           |
| Vau de Bouche | Lucy-le-Bois       | 0,217            | 0,0              | 6,1              | 9                | 11               | 13               | -                | 1,68        | 9,8           | 4,83        | 216             | 32            |
| Cure          | Arcy-sur-Cure      | 16,0             | 1,300            | 110              | 150              | 180              | 200              | 240              | 3,15        | 257           | 214         | 430             | 1180          |
| Yonne         | Gurgy              | 40,6             | 6,700            | 210              | 290              | 340              | 400              | 460              | 4,09        | 401           | 386         | 336             | 3 820         |
|               |                    |                  |                  |                  |                  |                  |                  |                  |             |               |             |                 |               |

Les débits de l'Yonne à Gurgy ont été ajoutés afin de mesurer l'effet de la Cure sur le débit de cette dernière. Gurgy se situe à quelques kilomètres en aval de la ville d'Auxerre, c'est-à-dire à une vingtaine de kilomètres en aval du confluent des deux rivières. On remarque que la Cure est responsable d'au moins 40 % du débit de l'Yonne lors de la traversée de la ville, et de plus de 50 % de ses débits de crue.

## Tourisme
D'amont en aval :
- Lac des Settons
- Rocher de la Pérouse (sur Quarré-les-Tombes)
- Lac du Crescent
- Site archéologique des Fontaines Salées à 70 m du bord de la Cure sur Saint-Père et Foissy-lès-Vézelay
- Grottes de Saint-Moré
- Grottes d'Arcy-sur-Cure

Le GR 13 longe la Cure à plusieurs reprises.

Les gorges encaissées de la Cure offrent de nombreux endroits où pratiquer l'escalade.

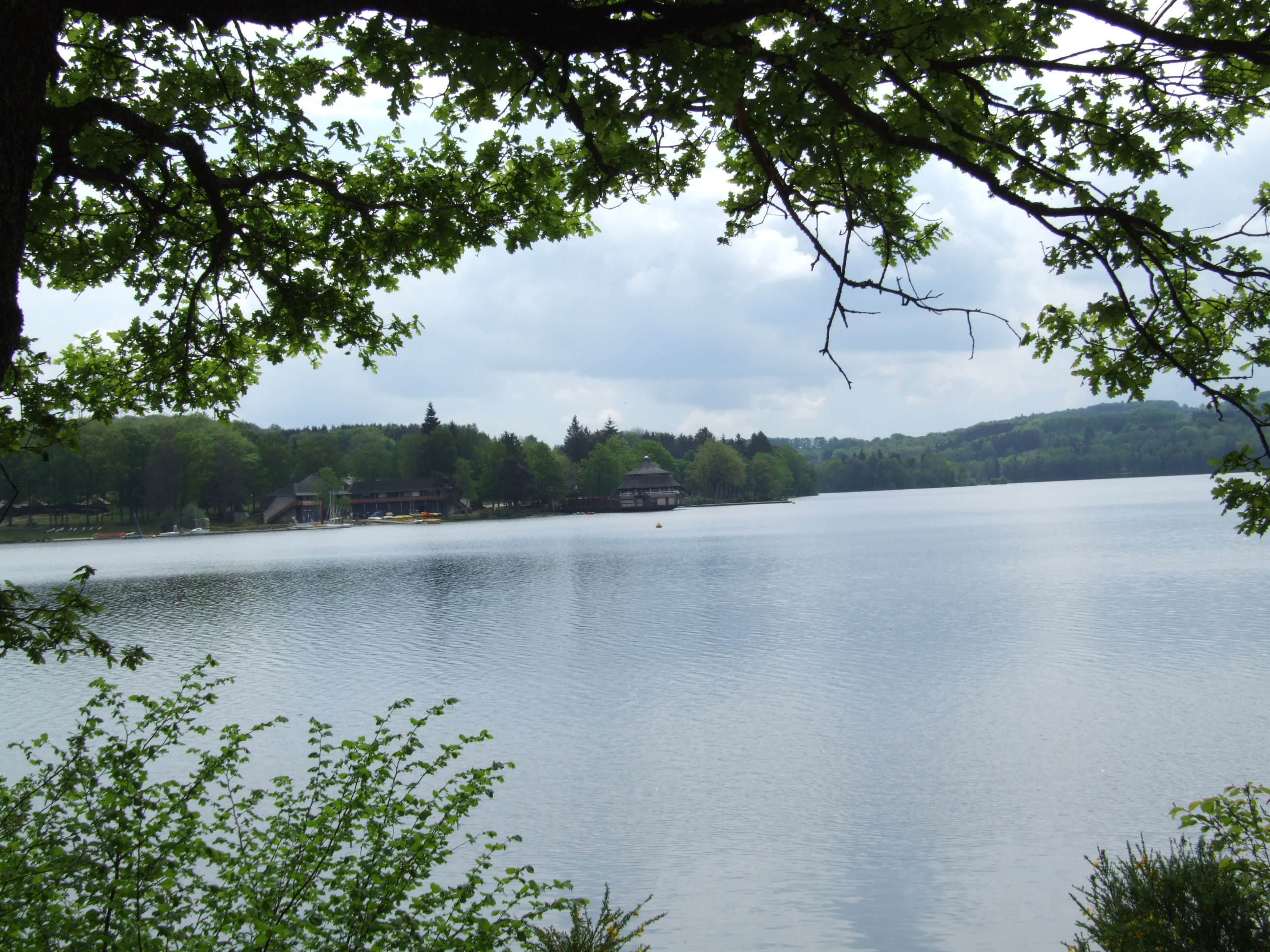
Le lac des Settons
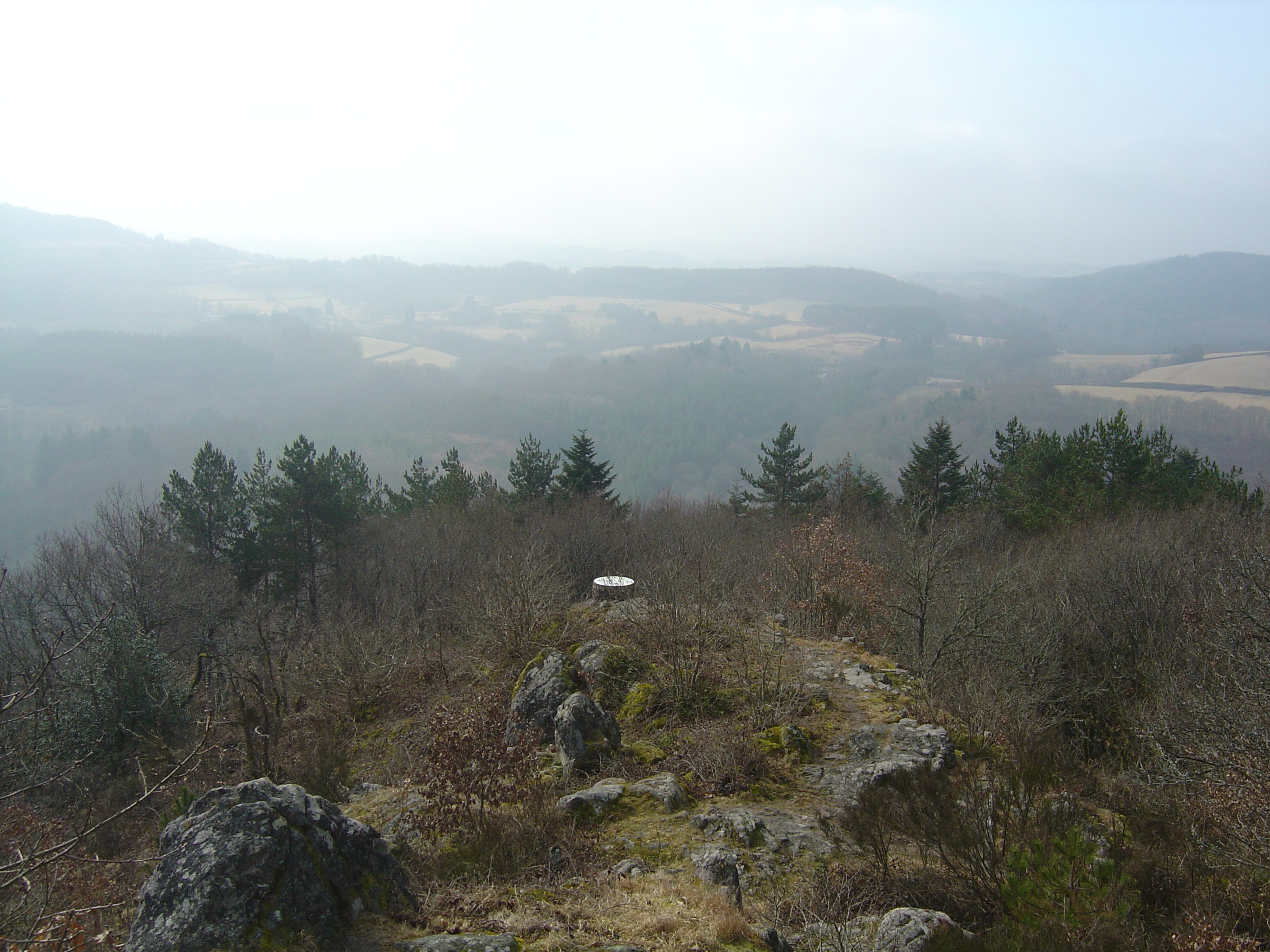
Le rocher de la Pérouse
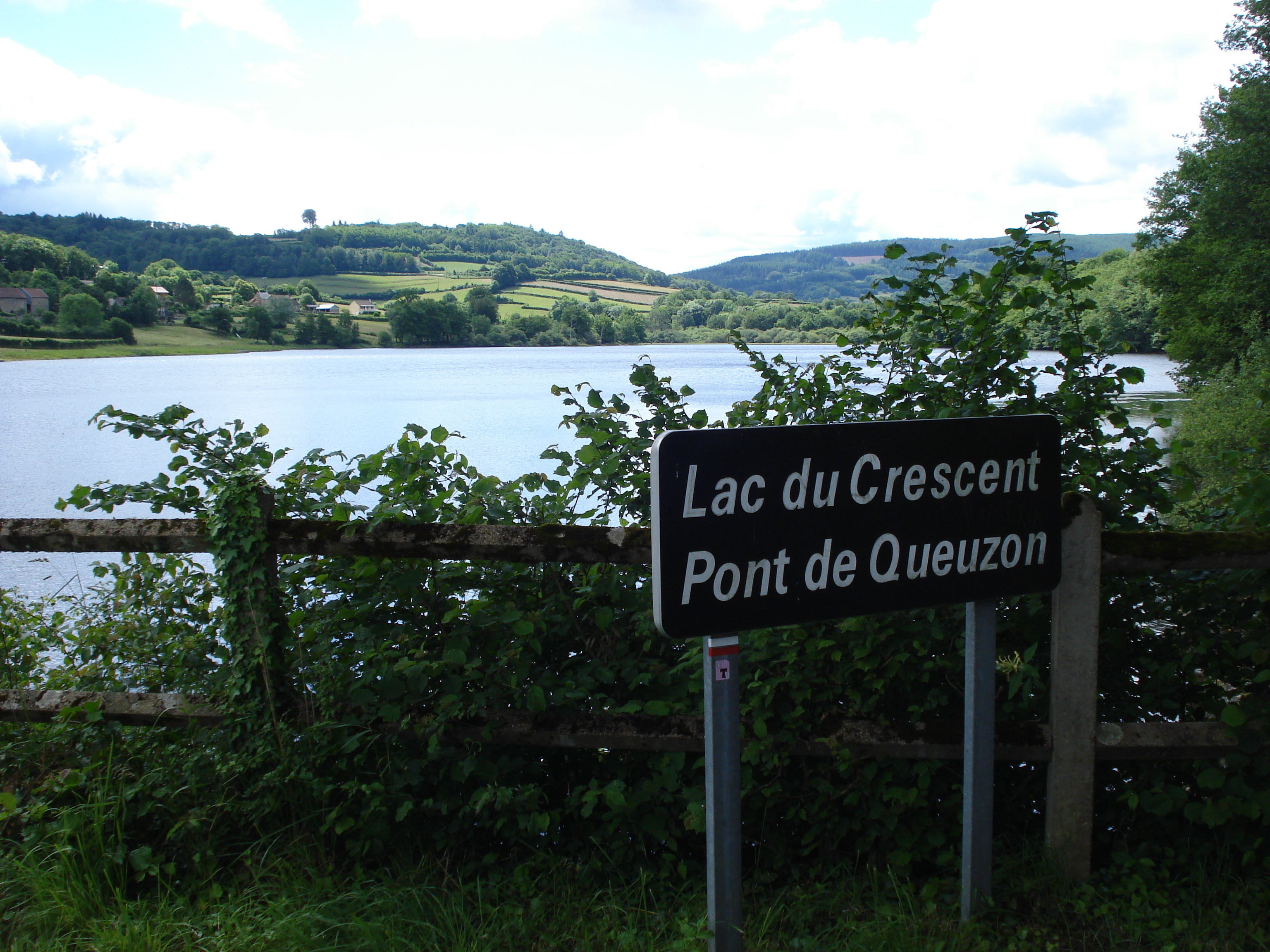
Le lac du Crescent au pont de Queuzon
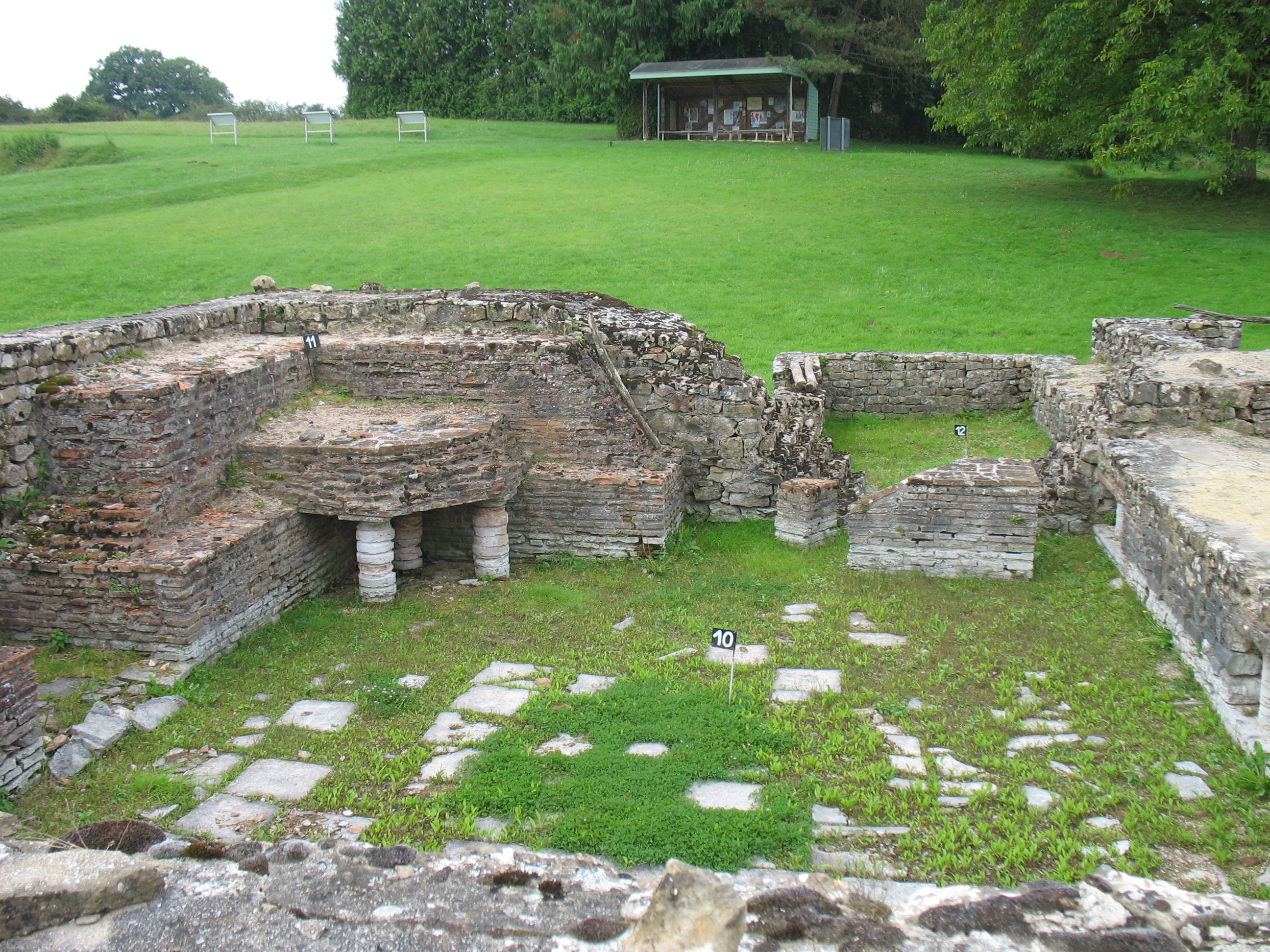
Les Fontaines salées sur Foissy-lès-Vézelay (Yonne) et le sud de la commune de Saint-Père
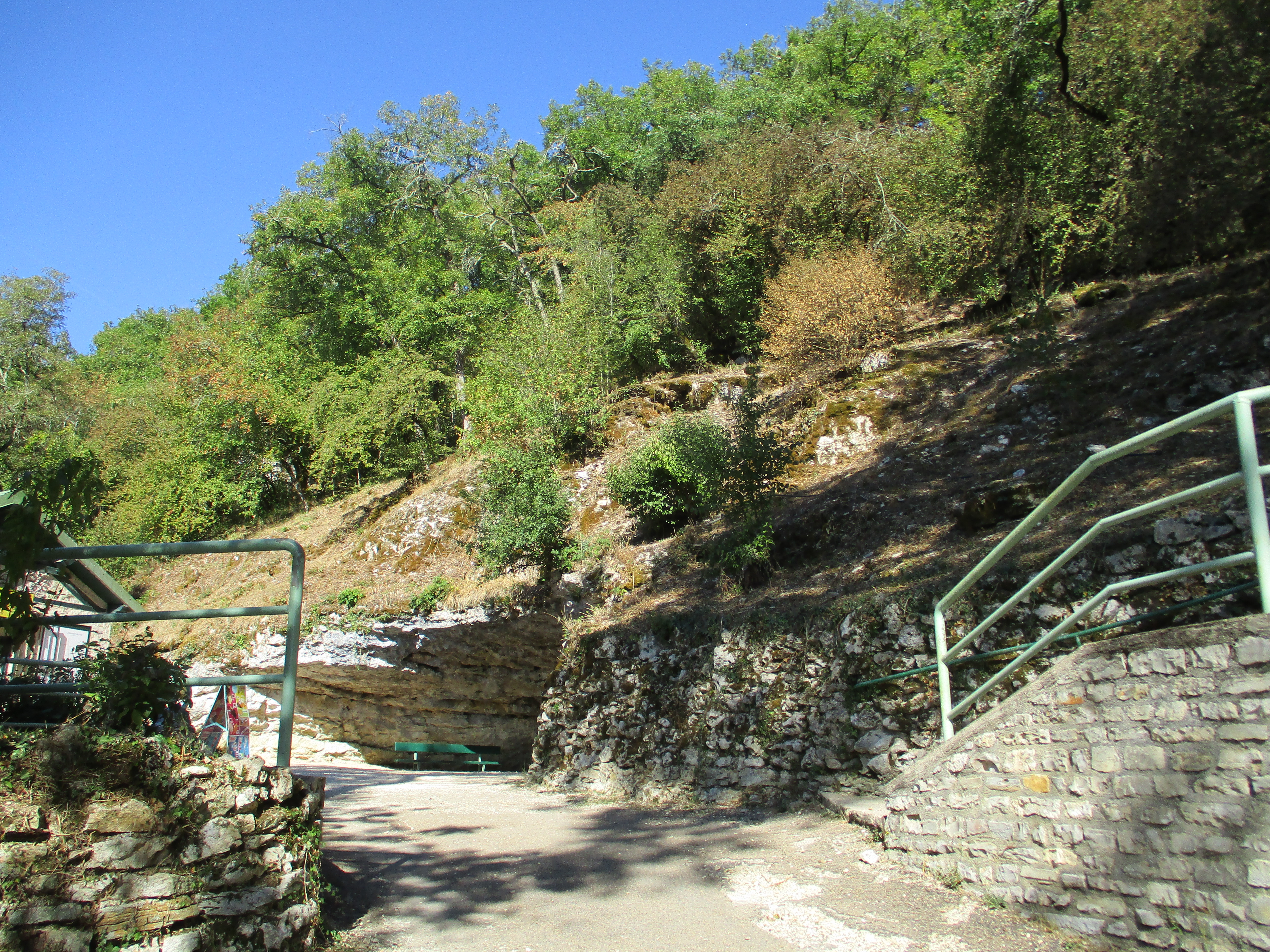
Entrée de la Grande grotte au site des grottes d'Arcy-sur-Cure

### Sports nautiques
Dans le Morvan, la Haute Cure (entre le barrage des Settons et le lac du Crescent), rivière classée 3 avec des passages 4 pour le canoë et le kayak, est connue pour ses très célèbres seuils : saut de Gouloux (ne pas confondre avec le Saut de Gouloux au moulin du Saut sur le Caillot, affluent de la Cure), seuil des Sept Taureaux[Où ?] et seuil de Vieux Dun ; ainsi que pour le rapide de la Truite en amont du chalet du Montal à Dun-les-Places, et pour son Rallye de la Cure (canoë-kayak, classe 3). Ce dernier est organisé tous les troisièmes week-ends de septembre.
La Cure est une des rivières françaises les plus fréquentées par les pêcheurs à la mouche.[réf. souhaitée]